# Westlicher Festungsring

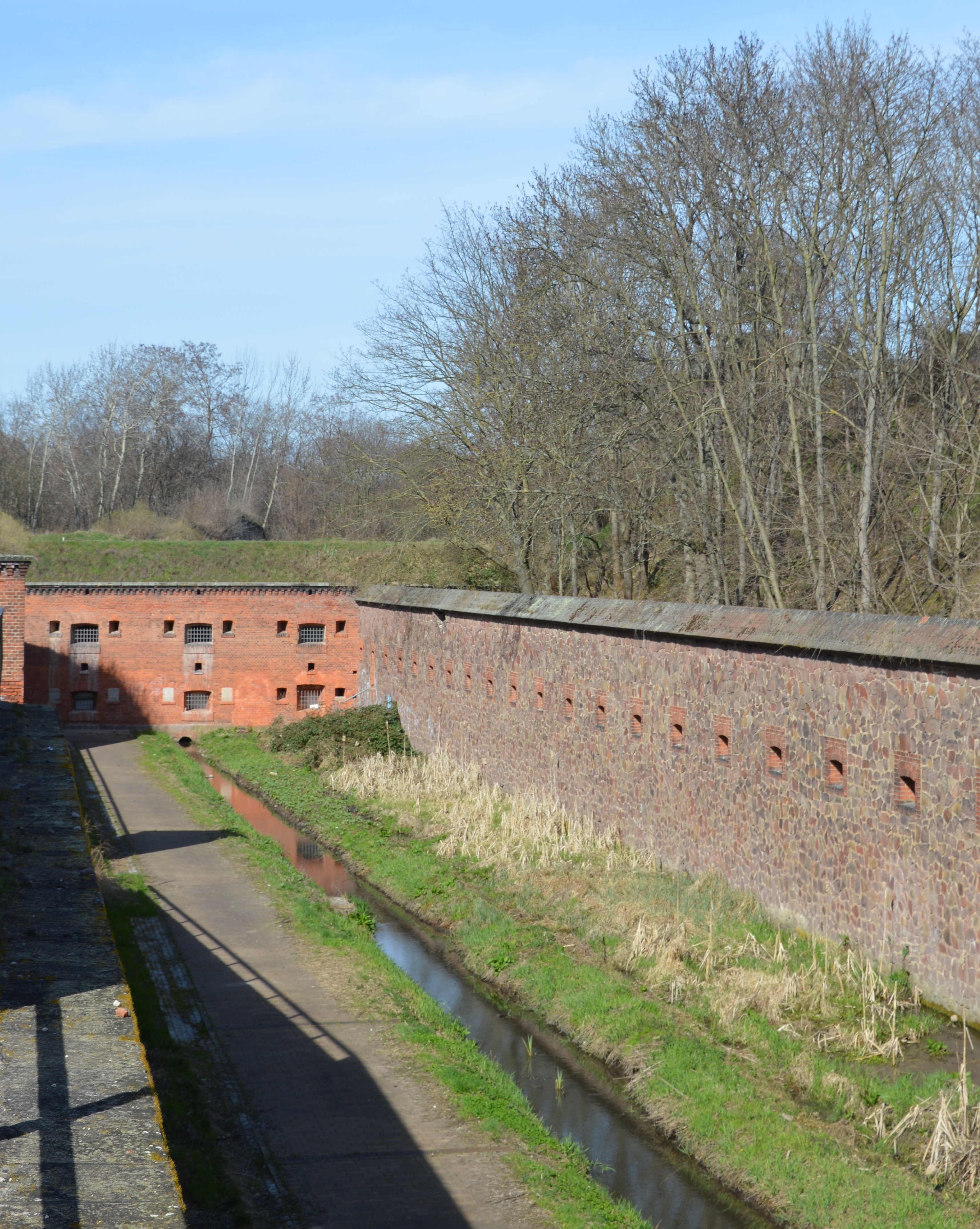
Blick auf die Doppelkaponniere am Ravelin II von Süden

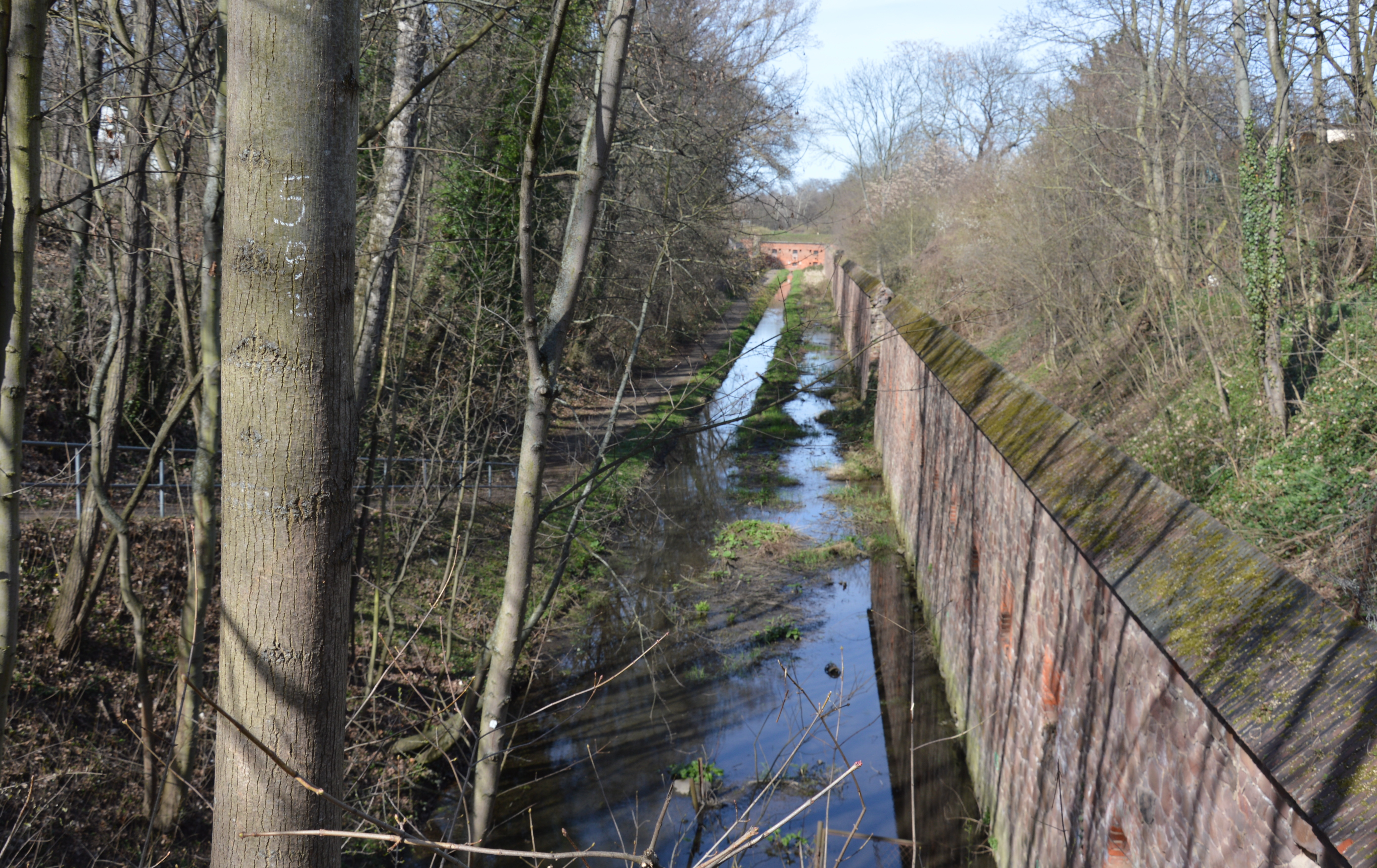
Blick auf die Hochwasser führende Künette vor der Festung

Der Westliche Festungsring ist ein erhaltener und unter Denkmalschutz stehender Teil der Festung Magdeburg in Magdeburg in Sachsen-Anhalt.

## Lage
Er befindet sich am westlichen Rand der Magdeburger Altstadt zwischen der Maybachstraße im Osten und dem Magdeburger Ring im Westen.

## Architektur und Geschichte
Zu den erhaltenen Bestandteilen des westlichen Festungsrings gehören mehrere unterschiedliche Werke. So die stadtseitig gelegenen Kavaliere IV, V und VI samt vorgelagert angelegtem Graben und Wall, dem Rondengang, der hinter dem Kavalier V befindlichen Doppelkaponniere sowie die zwischen den Kavalieren IV und VI verlaufenden Escarpemauer und Contrescarpemauer. Darüber hinaus bestehen Kasernen in Form von Kasematten, das vorgelagerte Ravelin II und ein Tor im Hauptwall, das von doppelgeschossigen Grabenwehren flankiert wird.
Die Werke wurden in der Zeit zwischen 1872 und 1874 aus Bruchsteinen und Ziegeln errichtet. Die Arbeiten erfolgten in Zusammenhang mit der Erneuerung der westlichen Front der Festung. Die Bauten wurden zum Teil mit Erde überdeckt und sind schlicht ohne größere Verzierungen gestaltet.
Die Festungsbauten waren zu keinem Zeitpunkt in Kampfhandlungen verstrickt. Die militärischen Nutzungen wurden bereits ab 1900 schrittweise aufgegeben und durch zivile Nutzungen für Wohnungen und Gewerbe ersetzt. Ab 1921 wurde auf den mit Erde überdeckten Bauten Kleingärten für Mitarbeiter der Deutschen Reichsbahn betrieben.
Im örtlichen Denkmalverzeichnis ist die Festung unter der Erfassungsnummer 094 06383 als Baudenkmal verzeichnet.
Die Anlage gilt aufgrund ihrer Größe und Vollständigkeit als stadt- und militärbaugeschichtlich auch überregional bedeutend und eindrucksvollstes Zeugnis der Festung Magdeburg, als ehemals stärkste Festung Preußens. Im Jahr 2014 gründete sich der Sanierungsverein Ravelin 2, der sich für den Erhalt der Anlage einsetzt.

### Kavalier IV

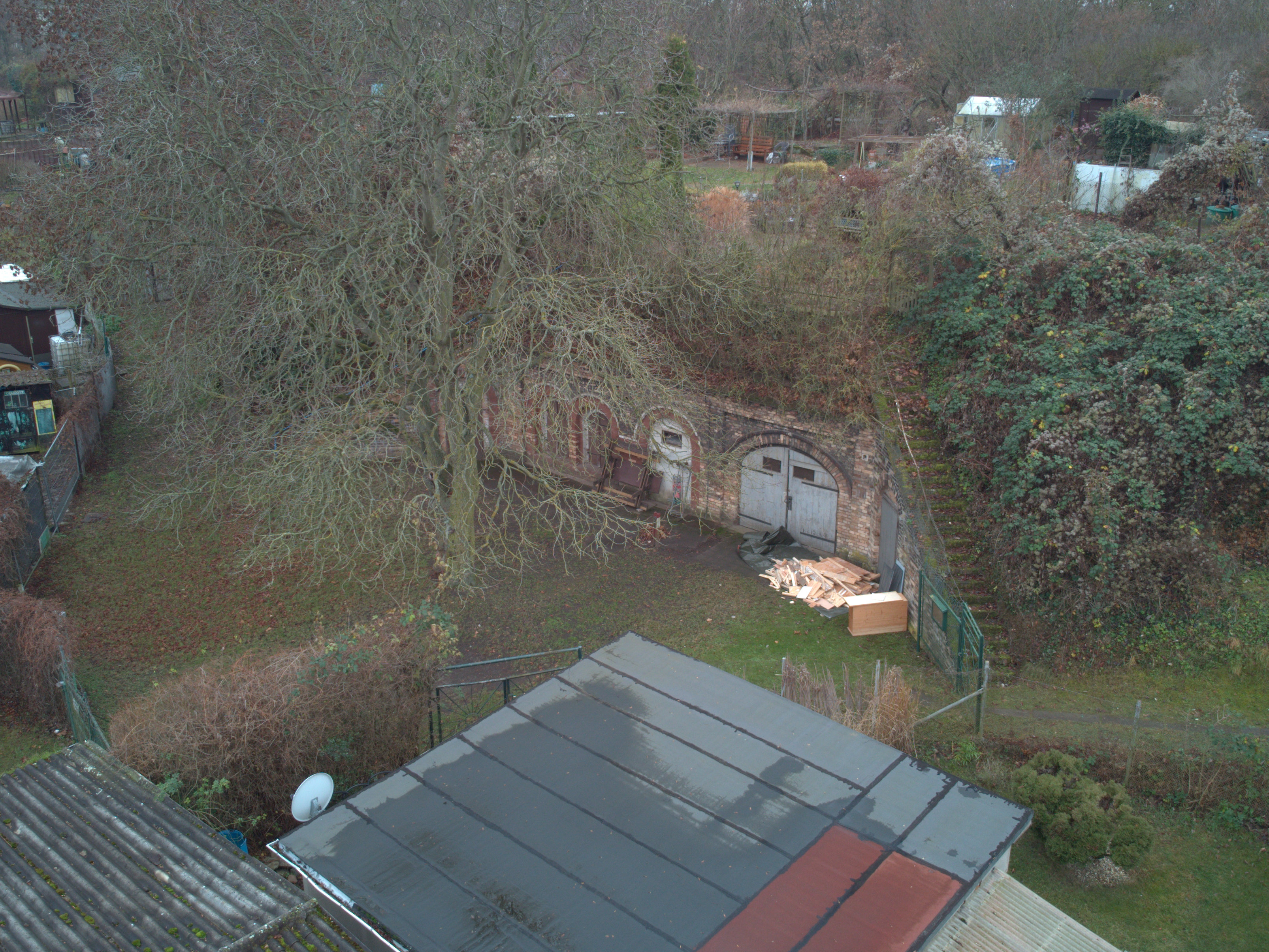
Kavalier IV

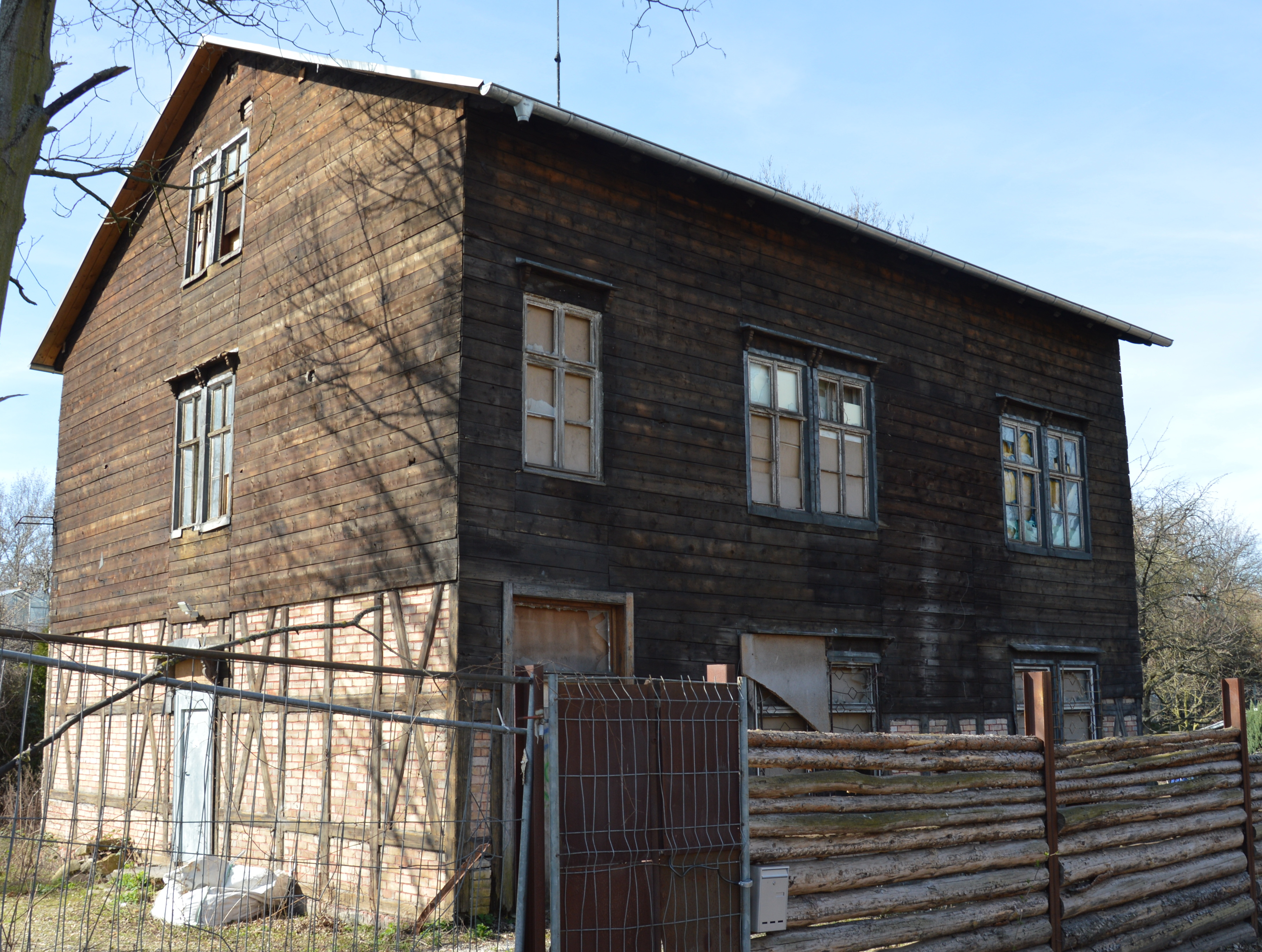
Dienstwohnhaus, 2017

Das Kavalier IV am südlichen Ende der Maybachstraße war von 1871 bis 1873 als offenes Kavalier mit einer Länge bezogen auf den Kamm der Brustwehr von etwa 275 Metern errichtet worden. Der Grundriss war ungleichmäßig polygonal angelegt. Es diente dem Schutz des Helmstedter Eisenbahntores. Durch das Kavalier wurden die Eisenbahngleise in die Stadt geführt. Im mittleren und nördlichen Teil befand sich ein Kriegspulvermagazin. Nach dem Jahr 1900 wurde der südliche Teil gemeinsam mit dem Eisenbahntor abgerissen, wobei unterirdische Reste erhalten blieben. Der mittlere und nördliche Teil blieb, wenn zum Teil auch verändert, erhalten. So sind das umgebaute Kriegspulvermagazin des nördlichen Teils, eine Mannschaftskasematte sowie die Geschosslade- und Geschosslagekasematte noch vorhanden. Die Fassade der Geschossladekasematte ist jedoch deutlich verändert. Erkennbar ist noch der ursprüngliche Geschossaufzug, dessen Erdabdeckung jedoch entfernt wurde. Die ursprünglich acht Quertraversen sind nicht erhalten, gleiches gilt für das ursprüngliche Profil des Walls. Auf den Wall führende Rampen und Treppen sind im Bereich der ursprünglichen Geschossladekasematte allerdings erhalten. Im sonst unbebauten Hof des Kavaliers IV befand sich ein Gebäude mit Dienstwohnungen für Militärangehörige, welches derzeit (Stand 2017) noch in ruinösem Zustand erhalten ist. Ursprünglich gehörten zu dem Haus auch Stallungen und Gärten. Teil des Kavaliers war darüber hinaus ein nördlich des Wohngebäudes ursprünglich befindliches Wagenhaus 4. Im Falle einer Armierung der Festung war die Anlage eines Stapels aus Palisaden im südlichen Teil vorgesehen.

### Kavalier V und Ravelin II mit Doppelkaponniere

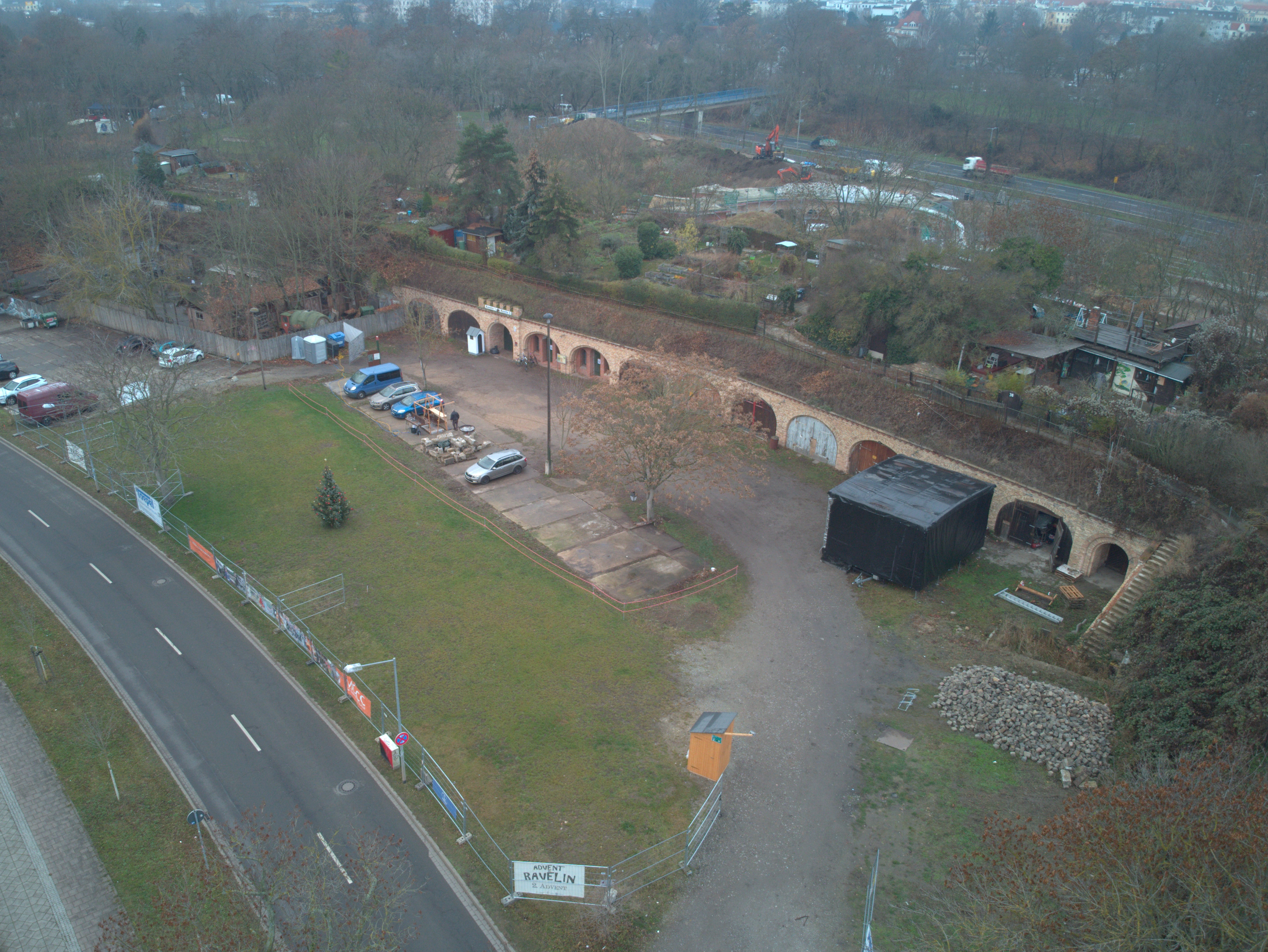
Kavalier V

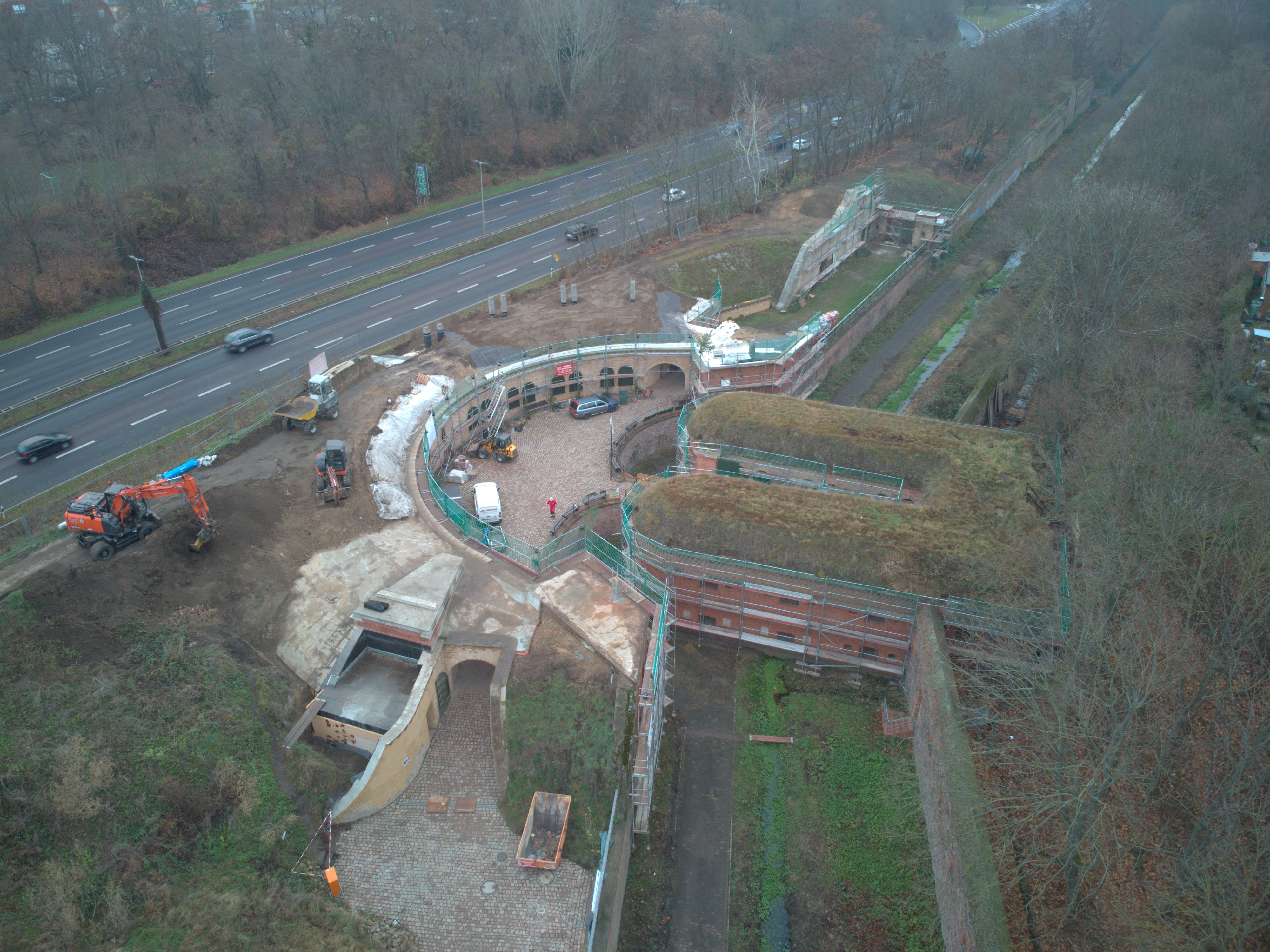
Ravelin II, rechts die Doppelkaponniere

Nach dem Bau des offenen Kavaliers V und des vorgelagerten Ravelin II in den Jahren von 1871 bis 1873 diente es als Schutz des mittleren Abschnitts der westlichen Front der Festung. Es verfügte über ein Kasemattenkorps, Quertraverse und Kriegspulvermagazine und nahm eine Fläche von insgesamt 3,5 Hektar ein, wobei das feldseitig vorgelagerte Glacis unberücksichtigt ist. Die Breite betrug 350 Meter, bei einer Tiefe von bis zu etwa 210 Metern. Die Länge der Brustwehr erreichte etwa 280 Meter. Vom Kavalier aus konnte das vorgelagerte Glacis beschossen werden. Für den Bau des vorgelagerten Ravelins II musste das hier etwa 50 bis 60 Meter breite Glacis feldseitig nach Westen verschoben werden. Noch heute ist der an dieser Stelle deutlich nach Westen verschobene Verlauf der Straßen Sachsenring und Adelheidring auf diese Situation zurückzuführen. Dem Ravelin waren fünf Meter breite Gräben vorgelagert, die an den Hauptgraben angeschlossen waren. Über die Gräben führten nördlich und südlich Zugbrücken. Am südlichen Tor war eine Bereitstellungskasematte im rechten Winkel zur Grabenkasematte angeordnet. Zum Feld hin wurde das Ravelin von einem gedeckten Weg begrenzt. Dessen Brustwehr bildete den Kamm des Glacis.
Bis 1919 bestand in dem Komplex ein Militärdepot. Es schlossen sich Nutzungen als Notwohnungen und Gewerberäume an. Im Zuge des Baus des Magdeburger Rings wurde zwischen 1971 und 1973 der Saillant des Ravelins zerstört.
Im östlichen Teil der des Ravelins ist die Kehlkasematte, Ausfalltore sowie die Doppelkaponniere des Hauptgrabens erhalten. Darüber hinaus bestehen auch die durch den Wall hindurchführende Poterne, das Pulvermagazin und die Reverskasematte. Die Traversen wurden hingegen größtenteils beseitigt. Erhalten blieben insofern nur die als Hohltraversen ausgeführten Geschütztraversen.
Die zweischiffige Reverskasematte ist 110 Meter lang und 16,3 Meter breit. Sie ist aus Ziegelsteinen gemauert und wird durch die Poterne in zwei gleich große Hälften geteilt. Der Erschließungsgang ist 1,95 Meter breit und wird von einem Tonnengewölbe überspannt. Im Ernstfall war vorgesehen, dass in der Kasematte die Verteidigungsmannschaften von Kavalier und Ravelin unterzubringen. Es war eine variable Raumaufteilung mittels Trennwänden vorgesehen, wobei die heute bestehende Aufteilung nicht der ursprünglichen entspricht. Da ein solcher Ernstfall nie eintrat diente die Kasematte als Ingenieur-Belagerungs-Depot der Festungsartillerie. Vor die Fenster und Türoffnungen konnten bei Bedarf als Splitterschutz Bohlen in Nuten eingefügt werden.
Die Kehlkasematte wurde auf einem Grundriss in Form eines Segmentbogens in den Wall eingefügt. Sie wurde einschiffig mit Pfeilern aus Ziegeln und einer Raumhöhe von drei Metern errichtet. Die Erschließung erfolgte rückwärtig über einen 0,96 Meter breiten Gang. Auch diese Kasematte sollte im Ernstfall zur Unterbringung von Mannschaften dienen. Die Fassadenlänge der Kehlkasematte des Ravelins II hatte eine Länge von 70 Metern, bei einer Breite der Kasematte von 9,70 Metern. Sie wurde von einem Kreuzgratziegelgewölbe überspannt, das mit einer darüber aufgebrachten Schicht aus Beton verstärkt war. Stadtseitig bestanden doppelflügelig ausgeführte Stahltore. Die Latrinengebäude der Kasematte grenzten an den Hauptgraben.
Vom Hof des Kavaliers führten Treppen auf den Wall, die jedoch verfallen sind. Die ursprünglichen Geschützrampen werden jedoch auch weiterhin als Wege genutzt.
Der Hauptgraben wird am Ravelin II von der Doppelkaponniere gesperrt. Sie diente dazu gegebenenfalls in den Hauptgraben vorgedrungene feindliche Truppen im Bereich zwischen Kavalier IV bis VI mit Artillerie- und Infanteriebeschuss bekämpfen zu können. Die Kaponniere verfügte über ein Rauchabzugssystem, mit dem Dauerfeuer ermöglicht wurde. Die zwei im Bereich des Erdgeschosses verbundenen Teile der Kaponniere schützten darüber hinaus den Zugang vom Kavalier V zum vorgelagerten Ravelin II. Die Kaponniere ruht auf einem Sockel aus Bruchsteinen und ist im Übrigen aus Ziegeln gemauert. Ihre Fassade ist durch Schießscharten gegliedert. Zur Passage hin bestehen als Rundbögen ausgeführte Fenster. Für den Ernstfall war eine Verschlussmöglichkeit Fensterläden aus Stahlblech vorgesehen. Der Hauptgraben wird um die Kaponniere herumgeführt.
Über lange Zeit war der Bereich der Kaponniere und des Ravelins II ungenutzt und verfiel. In den 1990er Jahren gingen so durch Brandstiftung Teile der Holzbalkendecke der Doppelkaponniere verloren. Die ursprünglich bestehenden und das Erscheinungsbild maßgeblich bestimmenden Schornsteine verschwanden ebenfalls etwa Ende des 20. Jahrhunderts. Auch die von der Kaponniere nach Westen über den Hauptgraben in den Hof des Ravelins II führende Brücke, die an die Stelle einer ehemaligen Zugbrücke getreten war, wurde durch Vandalismus zerstört. In den Jahren 2003/2004 wurden Sicherungsmaßnahmen vorgenommen. Insgesamt ist der Bereich trotz der Beeinträchtigungen gut erhalten.

### Kavalier VI

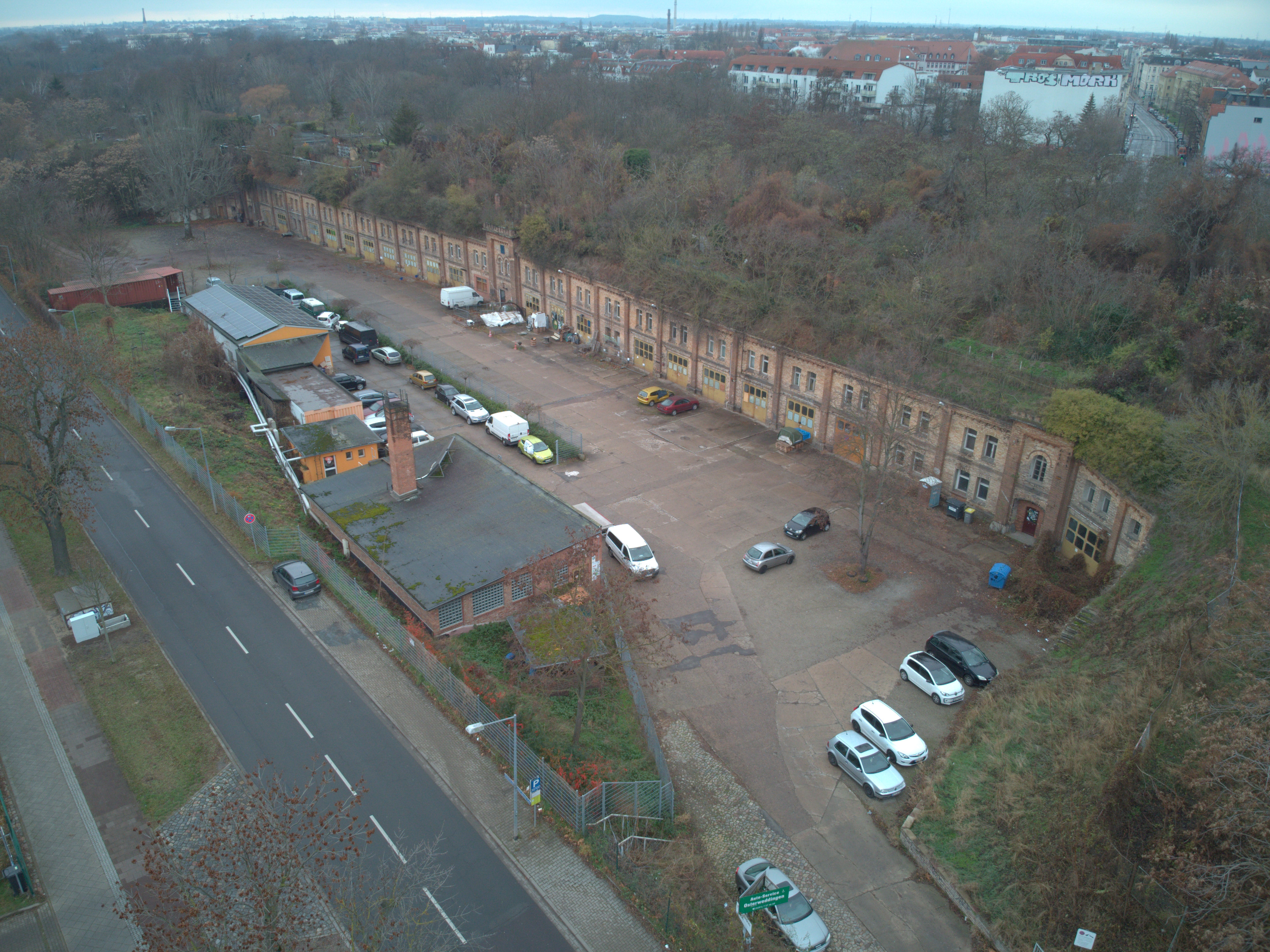
Kavalier VI

Das Kavalier VI im nördlichen Teil der Maybachstraße wurde zwischen 1871 und 1874 als offenes Kavalier erbaut. Es diente dem Schutz des Mittelabschnitts der Westfront. Es verfügt über zweigeschossige Kasemattenkorps mitsamt Außenrampen und Treppen, Walltraversen und Poterne mit Toren zum Hauptgraben. Außerdem waren zwei Magazine für Kriegspulver untergebracht.
Der Grundriss des Kavaliers ist polygonal gestaltet. Die Länge des allerdings nicht mehr erhaltenen Brustwehrkammes betrug 290 Meter. Im Bereich des Kavaliers stießen die Mauern des Hauptwalls in einem stumpfen Winkel aufeinander. An der Nord- und Südseite befinden sich zwei ebenfalls in stumpfen Winkel abgehende Gebäudeflügel. Als Zugang diente ein mittig angeordneter Torbau. Er war in einem parallel zur damaligen Neuen Wallstraße verlaufenden niedrigen Wall angeordnet und verteidigungsfähig angelegt. Ursprünglich bestanden neun Traversen, von diesen sind noch vier mit Toren aus Stahlblech versehene Hohltraversen erhalten. Zur Maybachstraße hin bestand ein von Bäumen umrahmter Kasernenhof. Vom Hof führte durch den Wall und die Mauer ein Ausgang, der bündig mit der Mauer abschließt. Seitlich des mit Blechtoren verschlossenen Tores, waren zur Verteidigung Kasematten angeordnet, die heute nur ruinös erhalten sind. Feldseitig bestand ein etwa 40 Meter breiter Glacis. Es war gärtnerisch gestaltet, wurde jedoch beim Bau des Magdeburger Rings Anfang der 1970er Jahre entfernt.
Das zweigeschossige Kasemattencorps ist in den Wall eingefügt und zweischiffig als Ziegelbau ausgeführt. Die Pfeiler sind im Erdgeschoss in Querrichtung mittels Segmentbögen und im Obergeschoss mit Rundbögen verbunden. Die Zwischendecken sind gewölbt, die Fußböden als Holzdielung erstellt. Die Kasematte ist etwa 160 Meter lang, 18,50 Meter breit und hat eine Gesamthöhe von ungefähr 17,50 Meter. Die Fassade ist mit gelben und roten Klinkern im Blockverband gestaltet. Die Geschosse sind durch ein Sägezahnband voneinander abgegrenzt. Als horizontale Fassadengliederung wirkt darüber hinaus das mit Werksteinen erstellte Traufgesims. Das Gebäude ruht auf einem ebenfalls aus Werkstein erstellten Sockel, der sich jedoch zum Teil unter heutigem Geländeniveau befindet. Vertikal ist die Fassade durch Risalite im Bereich der Eingänge sowie durch Lisenen gegliedert. In den Wandfeldern sind je Geschoss zwei Segmentbogenfenster angeordnet. Die Risalite sind mit einer Bekrönung aus Zinnen versehen und überragen das Traufgesims. In ihrem Obergeschoss sind Rundbogenfenster eingefügt. Der Mittelrisalit ist aufwendiger gestaltet. An ihm befindet sich ein allerdings beschädigter Preußischer Adler sowie die Jahreszahlen 1873 und 1874. Die Eingangsbereiche sind durch einen auf der Wallseite verlaufenden 2,50 Meter breiten Gang miteinander verbunden. Die einzelnen Mannschaftsräume sind vierjochig ausgeführt und verfügen in ihrer Mitte jeweils über einen Pfeiler. Geschosslade- und Geschosslagerräume sowie Vorratspulvermagazine sind jeweils an den Enden der Mittelflügel angeordnet. In der Friedenszeit wurde das Pulver jedoch außerhalb der Festungsanlage gelagert. Unterhalb der auf den Wall führenden Treppen waren in den Seitenflügeln die Latrinen eingerichtet. Insgesamt bestanden fünf Treppenanlagen, die zu den einzelnen Etagen, der Hohltraverse und auf den Wall führten. Im Norden und Süden bestand darüber hinaus auch ein Aufzug für Geschosse.
Ab 1874 bis zum Jahr 1912 war im Kasemattenkorps eine Artilleriekaserne der Fußartillerie untergebracht. Es folgten Wohn- und Gewerbenutzungen. Die Fassade des Erdgeschosses ist durch den nachträglichen Einbau von Garagentoren beeinträchtigt.

### Kavalier VII

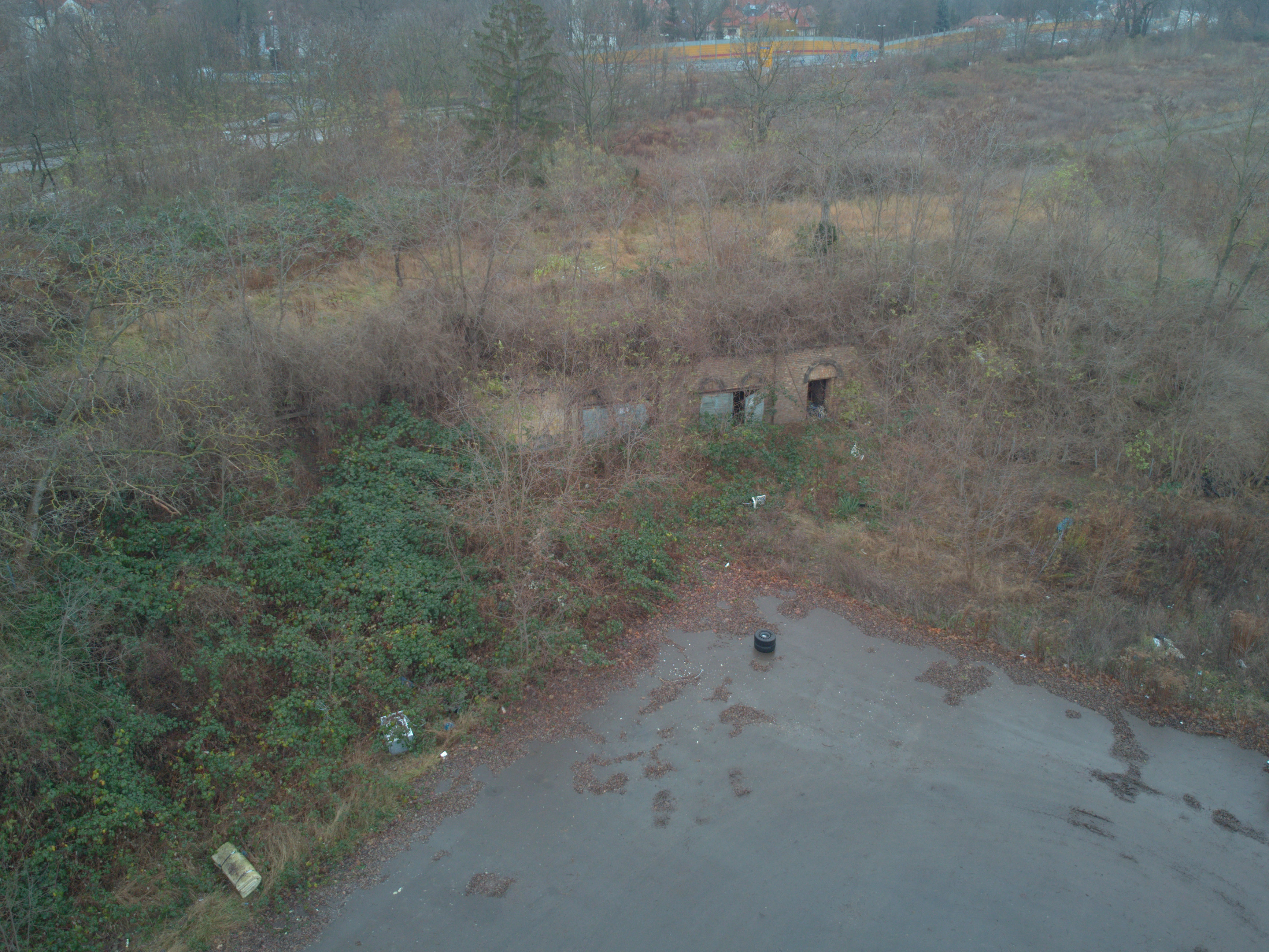
Der erhaltene Teil des Kavalier VII

Nordwestlich des Hauptbahnhofs ist der Kavalier VII noch im nördlichen Anteil mit seinem Kassemattenbau erhalten. Dieser ist eingeschossig und besteht aus gelben Klinkern. Im Zuge des Baus der Magdeburger Westtangente und der Auffahrt Damaschkeplatz wurde der südliche Bereich abgerissen.

### Escarpemauer und Hauptgraben

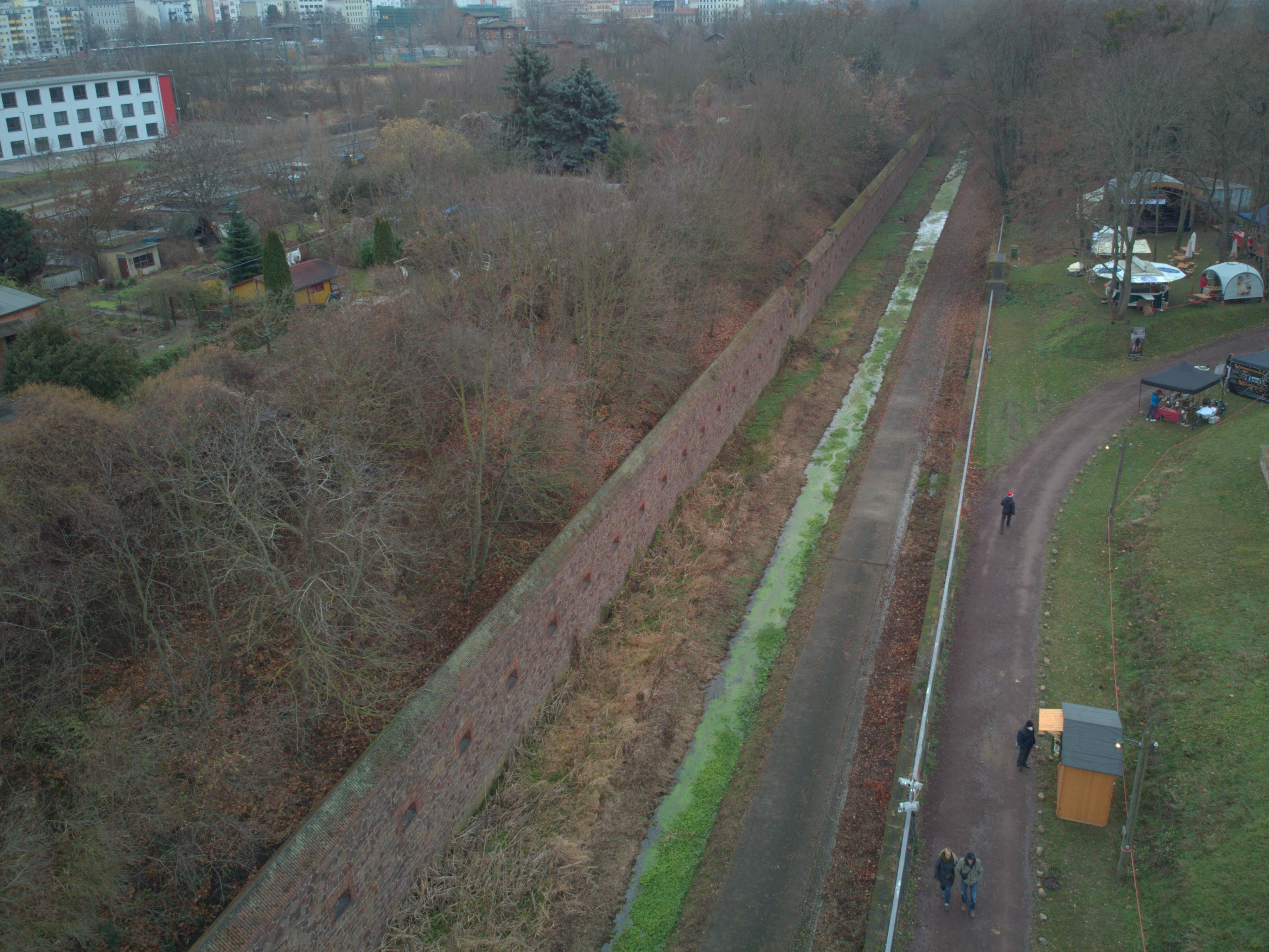
Blick nach Süden auf Graben, Künette, Escarpe- und Contrescarpemauer

Die Escarpemauer wurde als krenelierte Mauer überwiegend aus Grauwacke, zum Teil aus Sandstein mit einer Mächtigkeit von 1,26 Meter ausgeführt. Sie erhebt sich über den ihr feldseitig vorgelagerten Graben mit einer Höhe von 4,08 Metern. Im Abstand von 3,77 Metern (12 Fuß) sind mit Klinkern ausgekleidete Schießscharten eingearbeitet. Bedeckt ist die Mauer von einer in Form eines Satteldachs gestalteten Abdeckung aus Klinkern. Zum stadtseitigen Wall hin bestand ein Schützenauftritt. Ursprünglich hatte die Mauer eine Gesamtlänge von etwa drei Kilometern, wobei beachtliche Teile erhalten sind.
Der der Mauer vorgelagerte Hauptgraben ist als an der Sohle 12,55 Meter breiter Trockengraben ausgeführt, wobei in ihm die zur Entwässerung des Grabens dienende Künette verläuft. Feldseitig schließt sich die Böschung der Kontereskarpe an.

### Glacis
Von den Glacis sind noch erhebliche Teile westlich des vormaligen Festungsgrabens als Parkanlagen erhalten. So sind der Glacis in Vorfeld des Ravelin II Teil des Glacisparks, der im Vorfeld des Ravelin III Teil eines kleinen Parks am Editharing.